# Groep W
Groep W is het tweede album uit de stripreeks Largo Winch, waarin de Joegoslaaf Largo Winch een van corruptie doordrongen miljardenbedrijf erft van zijn adoptievader. Het vormt samen met het vorige album, De erfgenaam, één verhaal. 

## Het verhaal
Het verhaal begint met een flashback van Largo Winch, die inmiddels tot Amerikaan is genaturaliseerd, op zijn opvoeding in Liechtenstein. In de flashback – die door het hele verhaal heen loopt – wordt Largo's levensverhaal verteld, afgewisseld met alle beslommeringen in het heden over zijn erfenis uit het vorige album. Er wordt uitgebreid ingegaan op Largo's gelukkige jeugd, totdat Nerio Winch hem komt ophalen omdat Largo een opleiding moet gaan volgen en daarna naar de VS moet om zich voor te bereiden op zijn toekomstige carrière als Nerio's opvolger. Uiteindelijk weigert Largo in eerste instantie de erfenis van zijn adoptievader. 
Dan wordt er teruggesprongen naar het heden. Enkele leden van de raad van bestuur van Groep W hebben inmiddels hun bedenkingen over de capaciteiten van hun nieuwe voorzitter, die ze nog veel te jong en onervaren achten. Dit geldt met name voor Dwight Cochrane, de derde man binnen Groep W, en Robert Cotton. Tevens is een van de andere commissarissen binnen Groep W uit op alle macht, maar wie is nog niet bekend. Largo is inmiddels al wel op de hoogte van het feit dat er een verrader binnen het bestuur van de Groep is en hij deelt dit mee tijdens de raadsvergadering.
Als Largo Winch vervolgens samen met Marilyn Apfelmond, Simon Ovronnaz en Cochrane naar Liechtenstein gaat om bij zijn pleegvader de financiële constructie achter Groep W te tonen aan de raad van bestuur als bewijs dat hij de erfgenaam is, treft hij zijn beide pleegouders, het echtpaar Gleiber, vermoord aan; de verrader binnen Groep W is hen een zet voor geweest. Ook Cochrane – die niet met Largo mee is gegaan naar het huis van de Gleibers – wordt neergeschoten, maar raakt enkel gewond.
Het laatste deel van het verhaal speelt zich af op Sarjevane, een (fictief) eiland in de Adriatische Zee waar Nerio Winch de eigendomspapieren van de holding heeft verborgen. Nu blijkt dat Simon in eerste instantie zelf tegen zijn zin ook in het complot zat van de verrader, die hem chanteerde door Simons moeder te ontvoeren en daarna te vermoorden. Simon had Largo tevens helpen ontsnappen uit de gevangenis in Istanboel als onderdeel van het complot, maar kreeg later berouw en biechtte alles op.  Nu moeten Largo en Simon afrekenen met de verrader en tevens moordenaar van zowel Nerio als Simons moeder en Largo's beide pleegouders. Het blijkt Michel Cardignac te zijn, iemand die Largo eerder juist sympathiek leek. Cardignac is hen gevolgd en heeft handlangers meegenomen. Er volgt een sluipschuttergevecht waarbij de meeste mannen van Cardignac sneuvelen. Cardignac zelf wordt uiteindelijk door Largo en Simon gevangengenomen. Largo kan het zelf niet opbrengen om Cardignac te doden, maar de wraakzuchtige Simon bindt Cardignac vast aan een houten paaltje en laat hem dan verdrinken.

## Personages
- Marilyn Apfelmond ( Verenigde Staten; p. 7)
- Charity Atkinson ( Verenigd Koninkrijk; p. 24)
- André Bellecourt ( Frankrijk; p. 14)
- Waldo Buzetti ( Verenigde Staten; p. 16)
- Michel Cardignac ( Frankrijk; p. 15)
- Dwight Cochrane ( Verenigde Staten; p. 16)
- Robert Cotton ( Verenigde Staten; p. 16)
- Joop van Dreema ( Nederland; p. 13)
- Stephen Dundee ( Verenigde Staten; p. 16)
- Ernst Gleiber ( Liechtenstein; p. 4)
- Hannah Gleiber ( Liechtenstein; p. 5)
- Emil Jaramale ( Mexico; p. 16)
- Freddy Kaplan ( Monaco; p. 24)
- Simon Ovronnaz ( Zwitserland; p. 22)
- Miss Pennywinkle ( Verenigde Staten; p. 7)
- Robinson Quayle ( Verenigde Staten; 8)
- Marcello Scarpa ( Italië; p. 16)
- Leonard Scott ( Zuid-Afrika; p. 16)
- John Sullivan ( Verenigde Staten; p. 8)
- Georg Wallenstein ( Duitsland; p. 16)
- Sir Basil Williams ( Verenigd Koninkrijk; p. 16)
- Largo Winch ( Verenigde Staten; p. 1)
- Nerio Winch ( Verenigde Staten; p. 5)

### Overige personen
- Christel (p. 26)
- Danitza (p. 12)
- Harry Henke (Benny) (p. 9)
- Hobbart (p. 23)
- Virgil (p. 15)

### Dieren
- Alexander
- Nemrod

## Locaties
- New York
- Engeland
- Joegoslavië
- Liechtenstein